# Srbsko (przystanek kolejowy)
Srbsko – przystanek kolejowy w Srbsko, w kraju środkowoczeskim, w Czechach. Znajduje się na wysokości 225 m n.p.m.
Jest zarządzany przez Správę železnic. Na przystanku istnieje możliwość zakupu biletu i rezerwacji miejsc.

## Linie kolejowe
- 171 Praha - Beroun